# Ola de calor en Chile de 2017
Durante enero de 2017 se registró una serie de olas de calor en Chile, donde hubo temperaturas máximas por sobre lo normal en las zonas central y sur del país. Esta serie de olas de calor propició los incendios forestales en Chile de 2017.

## Evento principal
La ola de calor más intensa ocurrió entre el 25 y el 27 de enero, siendo el día 26 cuando se produjeron las más altas temperaturas. El evento se concentró entre las regiones Metropolitana de Santiago y de La Araucanía, siendo más intensa en las regiones del Maule y del Biobío. El fenómeno meteorológico batió los récords de temperaturas máximas jamás registradas en la metrópoli de Santiago, Chillán, Concepción y Quillón, siendo esta última la mayor temperatura máxima registrada a nivel nacional desde que existen datos.
| Temperaturas máximas registradas durante la ola de calor | Temperaturas máximas registradas durante la ola de calor | Temperaturas máximas registradas durante la ola de calor | Temperaturas máximas registradas durante la ola de calor |
| -------------------------------------------------------- | -------------------------------------------------------- | -------------------------------------------------------- | -------------------------------------------------------- |
| Ciudad                                                   | Fecha                                                    | Temperatura (°C)                                         |                                                          |
| Quillón                                                  | 26 de enero de 2017                                      | 44,9 grados Celsius (112,8 °F)                           |                                                          |
| Cauquenes                                                | 26 de enero de 2017                                      | 44,5 grados Celsius (112,1 °F)                           |                                                          |
| Quinchamalí                                              | 26 de enero de 2017                                      | 43 grados Celsius (109,4 °F)                             |                                                          |
| Linares                                                  | 26 de enero de 2017                                      | 42,6 grados Celsius (108,7 °F)                           |                                                          |
| Los Ángeles                                              | 26 de enero de 2017                                      | 42,2 grados Celsius (108 °F)                             |                                                          |
| Bulnes                                                   | 26 de enero de 2017                                      | 42,5 grados Celsius (108,5 °F)                           |                                                          |
| Chillán                                                  | 26 de enero de 2017                                      | 41,4 grados Celsius (106,5 °F)                           |                                                          |
| Pencahue                                                 | 26 de enero de 2017                                      | 38,8 grados Celsius (101,8 °F)                           |                                                          |
| Santiago                                                 | 25 de enero de 2017                                      | 37,4 grados Celsius (99,3 °F)                            |                                                          |
| Curicó                                                   | 25 de enero de 2017                                      | 37,3 grados Celsius (99,1 °F)                            |                                                          |
| Santiago                                                 | 20 de enero de 2017                                      | 36,9 grados Celsius (98,4 °F)                            |                                                          |
| Chillán                                                  | 25 de enero de 2017                                      | 36,4 grados Celsius (97,5 °F)                            |                                                          |
| Santiago                                                 | 18 de enero de 2017                                      | 36,2 grados Celsius (97,2 °F)                            |                                                          |
| Quillón                                                  | 25 de enero de 2017                                      | 36 grados Celsius (96,8 °F)                              |                                                          |
| Talca                                                    | 25 de enero de 2017                                      | 36 grados Celsius (96,8 °F)                              |                                                          |
| Bulnes                                                   | 25 de enero de 2017                                      | 36 grados Celsius (96,8 °F)                              |                                                          |
| Santiago                                                 | 13 de enero de 2017                                      | 35,7 grados Celsius (96,3 °F)                            |                                                          |
| Santiago                                                 | 19 de enero de 2017                                      | 35,5 grados Celsius (95,9 °F)                            |                                                          |
| Temuco                                                   | 26 de enero de 2017                                      | 35 grados Celsius (95,0 °F)                              |                                                          |
| Los Ángeles                                              | 25 de enero de 2017                                      | 35 grados Celsius (95,0 °F)                              |                                                          |

## Causas
El anticiclón subtropical del Pacífico Sur es un sistema meteorológico que está posicionado casi de forma permanente frente a las costas de Chile a nivel de superficie. Durante enero de 2017, este anticiclón subtropical estuvo más débil y levemente desplazado hacia el sur de su posición normal. Lo anterior generó dos cosas: buen tiempo, escasa nubosidad costera y estabilidad atmosférica a un poco más al sur de lo normal; y disminución de los vientos costeros del sur en el extremo norte del país y un aumento de ellos en la zona centro-sur de Chile.
Mayor estabilidad atmosférica induce a cielos despejados, mayores temperaturas en superficie, mayor calentamiento y mayor sequedad ambiental.